# 安山ジャンクション

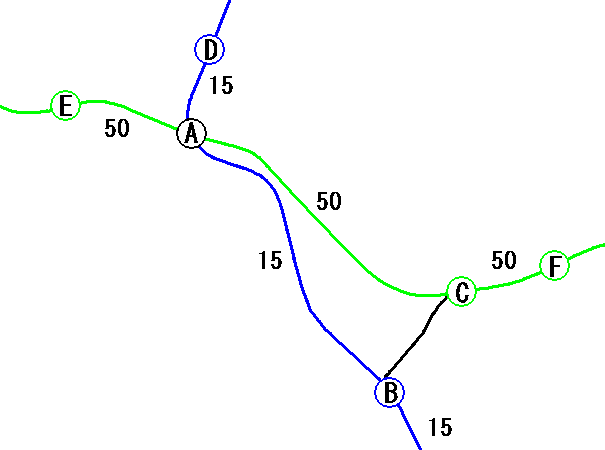
安山、八谷、屯垈3JCTの位置関係
A:安山JCT、B:八谷JCT、C:屯垈JCT
D:西ソウル料金所、E:安山IC、F:軍浦IC

安山ジャンクション（アンサンジャンクション）は大韓民国京畿道安山市にある西海岸高速道路（11号線）嶺東高速道路（50号線）とを接続するジャンクションである。なお木浦方面から嶺東高速国道の江陵方面に行く場合はひとつ手前の八谷ジャンクションを使用する。江陵方面から西海岸高速道路の木浦方面に行く際は屯垈ジャンクションを使用する。

## 接続している路線

### 木浦・ソウル方面
- 西海岸高速道路（3番）

### 江陵・仁川方面
- 嶺東高速道路（1番）

## 隣
西海岸高速道路
- 鳥南JCT - (西ソウル料金所) - 安山JCT - 八谷JCT（木浦方面から嶺東高速国道の江陵方面に行く場合のみ）

嶺東高速道路
- 安山IC - 安山JCT - 屯垈JCT（江陵方面から西海岸高速国道の木浦方面に行く場合のみ）